# منطقه ساوان
منطقه ساوان (به لاتین: Savanes Region) یکی از استان‌های کشور آفریقایی توگو است. ناحیه ساوانس ۸٬۴۷۰ کیلومتر مربع مساحت و ۸۲۸٬۲۲۴ نفر جمعیت دارد.